# FZ Canis Majoris
FZ Canis Majoris (FZ CMa / HD 33953 / HIP 52942) és un sistema estel·lar de magnitud aparent mitjana +8,14. Situat a la constel·lació del Ca Major, la nova reducció de les dades de paral·laxi del satèl·lit Hipparcos situa a aquest sistema a 1.350 anys llum de distància del sistema solar.
FZ Canis Majoris és un sistema triple dominat per una binària espectroscòpica. Les dues components d'aquesta binària són molt semblants, de tipus espectral B2.5VI-V. La més lluminosa —786 vegades més que el Sol— és la més calenta, amb una temperatura superficial de 15.370 K. Té una massa de 5,01 ± 0,05 masses solars. La seva companya estel·lar és lleugerament menys lluminosa, si bé la seva lluminositat és 625 vegades major que la lluminositat solar. Té una temperatura de 14.150 K i una massa de 4,80 ± 0,53 masses solars. El període orbital d'aquesta binària és molt curt, de només 1,2731 dies (30,55 hores). És a més un estel variable, ja que la seva lluentor decau 0,39 magnituds quan un dels estels eclipsa el seu company.
Un tercer estel, en òrbita al voltant de la binària, completa el sistema. Empra 536,6 dies a fer un volt completa, sent l'òrbita notablement excèntrica (ε = 0,56).